# Museu d'Instruments de Ceret
El Museu d'Instruments de Ceret és un museu d'instruments musicals situat a la vila de Ceret, a la comarca del Vallespir (Catalunya del Nord).
El museu és al carrer de Pierre Rameil, a la zona antiga de la vila, a l'edifici de l'antic hospital de Sant Pere, prop de la capella de Sant Roc de Ceret.

## Història
L'origen del museu es troba a les primeres associacions sardanistes locals. El foment de la sardana a Ceret, promogut per Roger Raynal i Joseph Burch i la Federació Sardanista del Rosselló, una estructura creada el 1976 que agrupa les diferents associacions sardanistes del departament. També hi va intervenir l'Institut de Música Popular i Mediterrània (Institut de musique populaire et méditerranéenne) (IMPEM), creat pel mateix Roger Raynal. El dia 28 de setembre del 1983, la vila de Ceret i l'IMPEM van signar un acord per rehabilitar l'antic hospital de Sant Pere i permetre-hi la instal·lació del museu un cop reformat l'edifici.
El centre internacional de música popular (CIMP) es va crear el 1987. Presidit per Roger Raynal, acollia a la vegada altres representants de la vila i de l'IMPEM. El museu va ser inaugurat el 18 de maig del 2013 en presència de Jean-Pierre Bel, president del senat · . francès.

## Col·lecció

### Instruments
El museu disposa d'una col·lecció d'instruments formada per prop de 2.500 peces, de les quals unes 400 formen l'exposició permanent. L'especificitat dels fons inclou instruments de la família de l'oboè d'arreu tot el món, col·leccionats durant dècades per la parella Heinz Stefan Herzka i Verena Nil, que van donar la seva col·lecció a la vila per tal que es fundés el museu. Aquest fons es va unir a les col·leccions ja preexistents del CIMP, constituïts bàsicament per instruments tradicionals catalans.

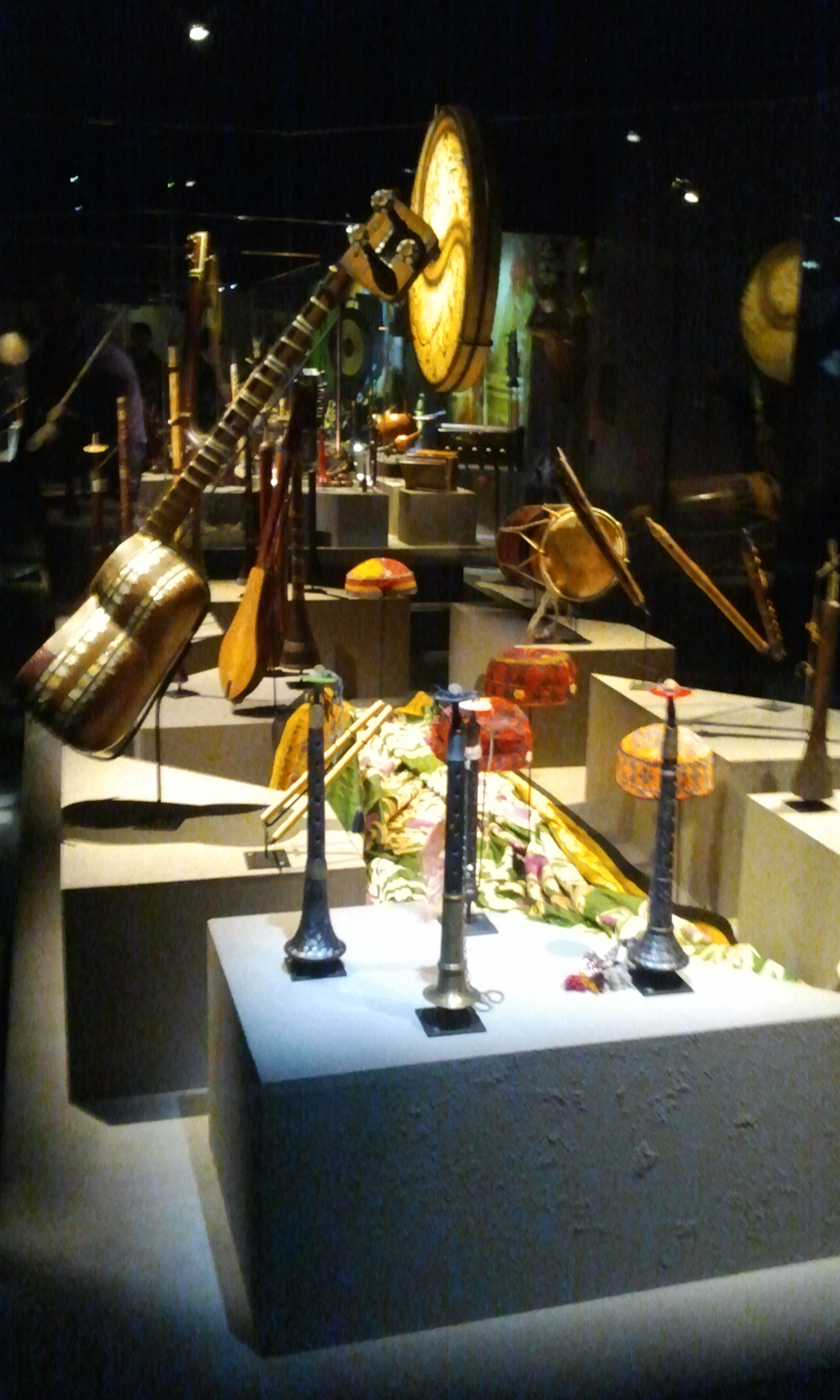
Vitrina d'exposició
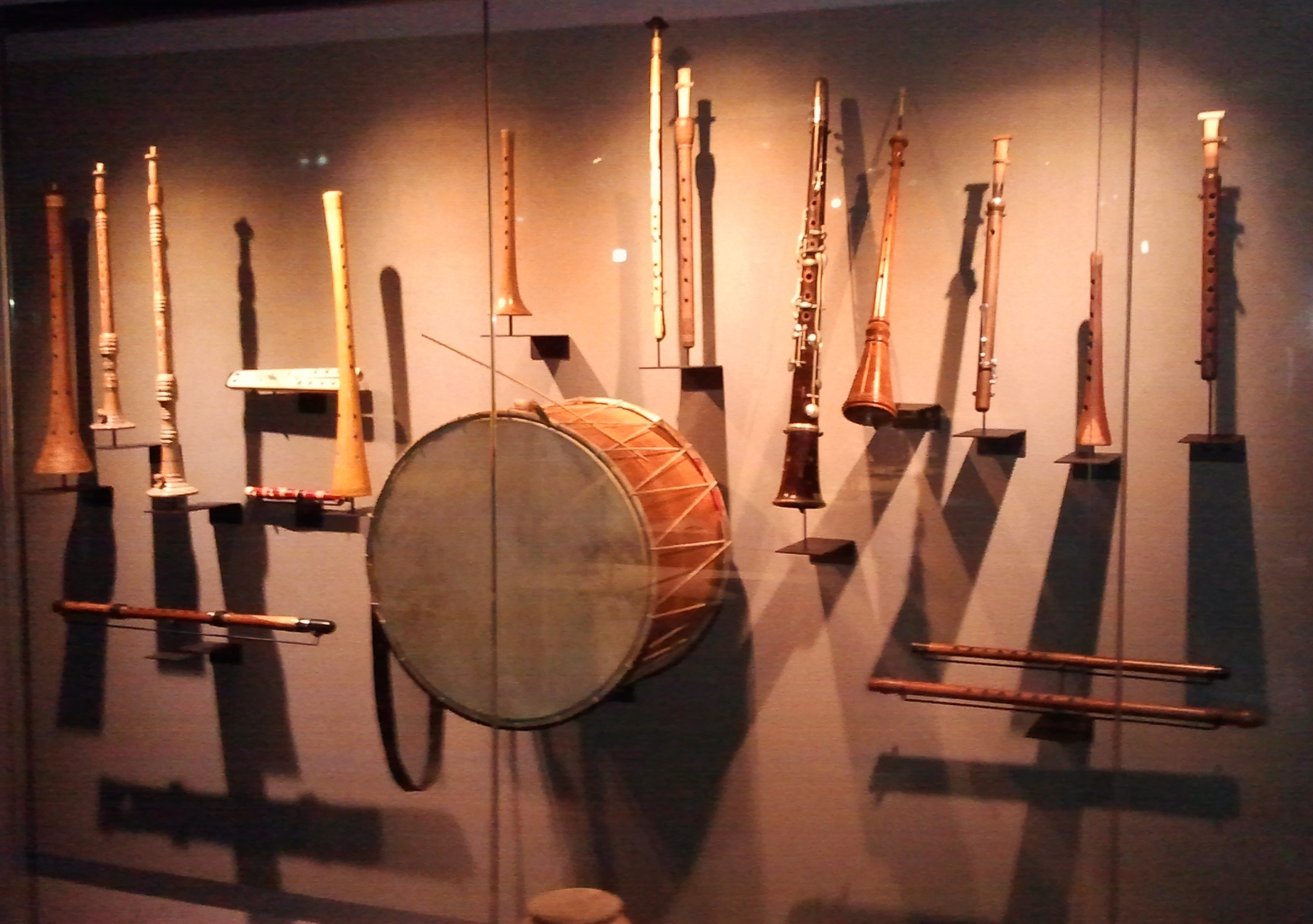
Vitrina d'exposició
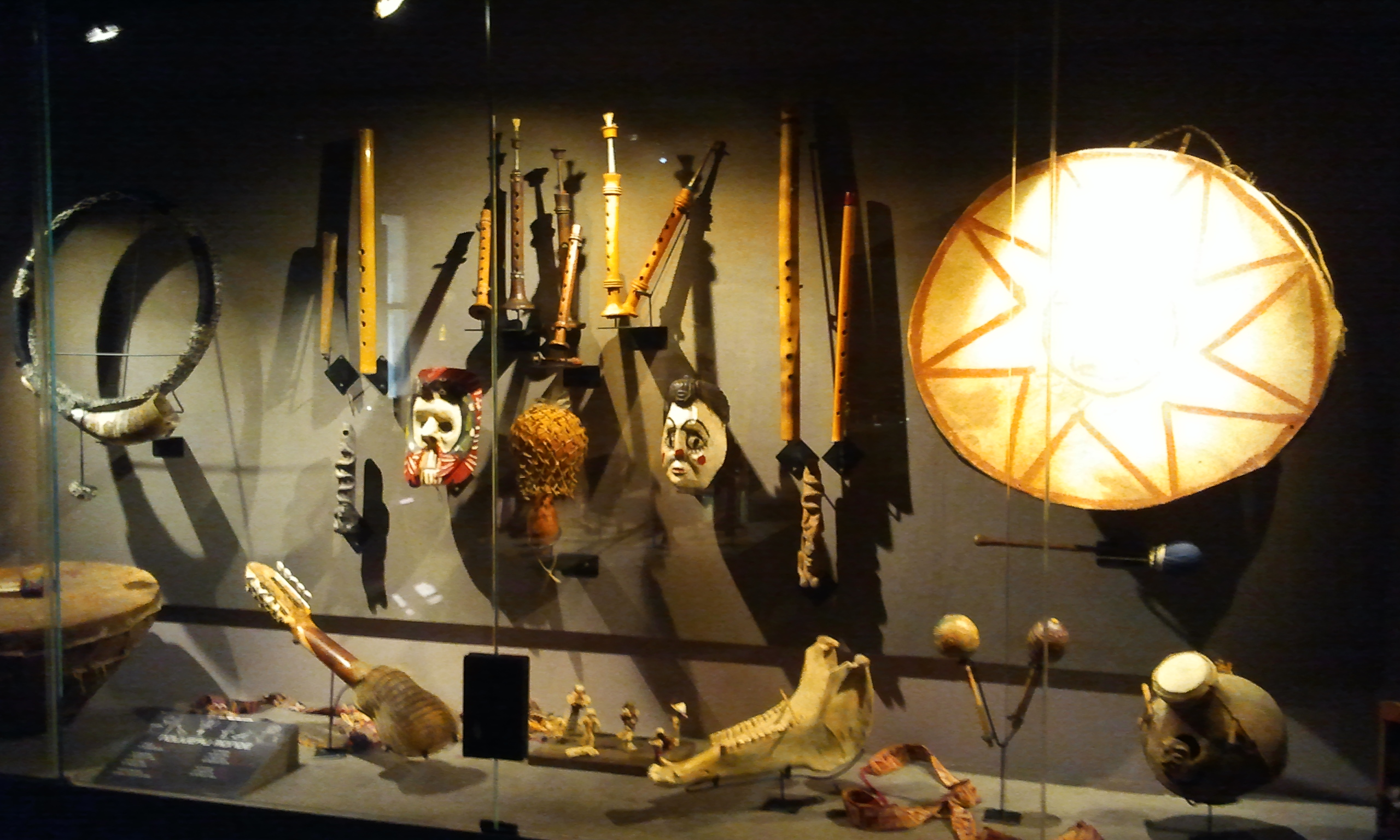
Vitrina d'exposició

### Partitures
El museu ha heretat una col·lecció de partitures del CIMP, consagrada a repertori de cobles d'aproximadament 12.000 partitures.